# Dirk Gently, détective holistique (série télévisée)
Pour l'œuvre originale et le personnage, voir Dirk Gently. Pour la première série télévisée, voir Dirk Gently (série télévisée).
Dirk Gently, détective holistique (Dirk Gently's Holistic Detective Agency) est une série télévisée américaine créée et écrit par Max Landis. Il s'agit de la deuxième série inspiré par des romans homonymes de Douglas Adams et de son personnage Dirk Gently.
Cette deuxième série a vu sa diffusion débuter le 22 octobre 2016 sur BBC America aux États-Unis.
La série est disponible à l'international depuis le 11 décembre 2016 sur Netflix. Le 21 novembre 2016, BBC America a renouvelé la série pour une deuxième saison de 10 épisodes qui a eu sa première le 14 octobre 2017. Après la diffusion de la finale de la deuxième saison, l'émission a été annulée.

## Synopsis
Dirk Gently, un Britannique excentrique clamant être détective holistique et Todd Brotzman, un trentenaire en passe difficile, devenant son assistant malgré lui, se retrouvent empêtrés dans des affaires hors du commun dans la ville de Seattle. Dirk a une longue histoire avec un projet secret de la CIA et pendant la saison, il est suivi par des agents qui tentent de le reprendre.

## Distribution

### Acteurs principaux
- Samuel Barnett (VFB : Alexis Flamant) : Dirk Gently
- Elijah Wood (VF : Alexandre Gillet) : Todd Brotzman, l’assistant de Dirk
- Hannah Marks (VFB : Sophie Frison) : Amanda, la sœur de Todd
- Fiona Dourif (VFB : Mélissa Windal) : Bart Curlish
- Jade Eshete (en) (VFB : Mélanie Dermont) : Farah Black
- Mpho Koaho (en) (VFB : Sébastien Hébrant) : Ken, partenaire de Bart
- Michael Eklund (VFB : Olivier Prémel) : Martin, chef des Rowdy 3
- Osric Chau (VFB : Thibaut Delmotte) : Vogel, membre des Rowdy 3 (récurrent saison 1, principal saison 2)
- Dustin Milligan (VFB : Pierre Lognay) : sergent Hugo Friedkin

### Acteurs récurrents
- Neil Brown Jr. (VFB : Maxime Van Santfoort) : Inspecteur Estevez (saison 1)
- Richard Schiff : inspecteur Zimmerfield, partenaire d'Estevez (saison 1)
- Miguel Sandoval (VFB : Jean-Paul Landresse) : le colonel Scott Riggins (saison 1)
- David Lewis : agent Joseph Weedle / Fred (saison 1)
- Fiona Vroom : Jessica Wilson, surveillante du Gouvernement du projet Blackwing
- Viv Leacock : Gripps, membre des Rowdy 3
- Zak Santiago : Cross, membre des Rowdy 3
- Aaron Douglas (VFB : Thierry Janssen) : Gordon Rimmer (saison 1)
- Michael Adamthwaite : Zed (saison 1)
- Christian Bako (VFB : Frederik Haùgness) : Ed (saison 1)
- Alison Thornton (VFB : Helena Coppejans) : Lydia Spring / Raiponce, le Corgi (saison 1)
- Julian MacMahon : Zackariah Webb / Edgar Spring / Patrick Spring (saison 1)
- Tyler Labine (VFB : Philippe Allard) : shérif Sherlock Hobbs (saison 2)
- Izzie Steele (VFB : Claire Tefnin) : Tina Tevetino, partenaire de Sherlock Hobbs (saison 2)
- Alan Tudyk : Mr. Priest, chasseur de primes de Blackwing (saison 2)
- Alexia Fast : Mona Wilder alias Projet Lamia (saison 2)
- Amanda Walsh : Suzie Boreton (saison 2)
- John Stewart : Bob Boreton (saison 2)
- Jared Ager-Foster (VFB : Alessandro Bevilacqua) : Scott Boreton, fils de Suzie et Bob Boreton (saison 2)
- Christopher Russell (VFB : David Manet) : Panto Trost (saison 2)
- Lee Majdoub : Silas Dengdamor, petit ami de Panto Trost (saison 2)
- Ajay Friese : Farson Dengdamor, jeune frère de Silas (saison 2)
- Aleks Paunovic : Wygar Oak, exécuteur de la famille Dengdamor (saison 2)
- Emily Tennant : Beastie (saison 2)
- John Hannah : Le Mage (saison 2)

- Version française
  - Société de doublage : SDI Media Belgique
  - Direction artistique : Bruno Buidin
  - Adaptation des dialogues : Eugénie Delporte, Isabelle Legros

 Source et légende : version française (VF) sur RS Doublage et selon le carton du doublage français télévisuel.

## Production

### Développement
Le 21 novembre 2016, BBC America a renouvelé la série pour une deuxième saison de dix épisodes, prévue pour 2017.
Le 18 décembre 2017, BBC America décide officiellement de ne pas renouveler la série pour une troisième saison.

### Attribution des rôles
Entre mars et avril 2016, Elijah Wood, Samuel Barnett et Hannah Marks sont les premiers acteurs à être officialisés au sein de la distribution principale. En mai 2017, Alan Tudyk, John Hannah, Amanda Walsh et Aleks Paunovic sont annoncés comme rejoignant la distribution pour la saison 2.

### Fiche technique
- Titre original : Dirk Gently's Holistic Detective Agency
- Titre français : Dirk Gently, détective holistique
- Création : Max Landis
- Réalisation : Paco Cabezas, Michael Patrick Jann et Dean Parisot
- Scénario : Max Landis, d'après les romans du même nom de Douglas Adams
- Direction artistique : Katie Byron, Grant Pearse et Tracey Loverock
- Décors : Josh Plaw
- Costumes : Antoinette Messam
- Photographie : Samy Inayeh et John Pardue
- Montage : Alison Grace, Allan Lee (en) et Jamie Alain
- Musique : Cristobal Tapia de Veer
- Casting : Venus Kanani et Mary Vernieu
- Production : Kim Todd ; Ben Brafman (coproduction) ; Andrew Black (superviseur)
- Production exécutive : Ted Adams, David Alpert, Robert C. Cooper, Arvind Ethan David (en), Rick Jacobs, Max Landis et David Ozer
- Sociétés de production : IDW Entertainment, Circle of Confusion, Ideate Media
- Société de distribution : BBC America
- Pays d'origine :  États-Unis
- Langue originale : anglais
- Format : couleur - son stéréo
- Genre : comédie de science-fiction humoristique
- Durée : 54 minutes

## Épisodes

### Première saison (2016)
1. Horizons (Horizons)
2. Qui cherche trouve (Lost and Found)
3. L'Amour des murs (Rogue Wall Enthusiasts)
4. L'Éterlampe (Watkin)
5. À fond erectus (Very Erectus)
6. Tout réparer (Fix Everything)
7. L'Âme tueuse (Weaponized Soul)
8. Deux types normaux (Two Sane Guys Doing Normal Things)

### Deuxième saison (2017)
Composée de 10 épisodes, elle est diffusée depuis le 14 octobre 2017.
1. Le Lapin venu de l'espace (Space Rabbit)
2. Amateurs de cercles humides (Fans of Wet Circles)
3. Deux doigts cassés (Two Broken Fingers)
4. La Maison dans la maison (The House Within a House)
5. Les Formes et les couleurs (Shapes and Colors)
6. Girl Power (Girl Power)
7. C'est pas Miami (This Is Not Miami)
8. Petit gabarit aux cheveux noirs (Little Guy, Black Hair)
9. Le Pétrin, c'est pas bien (Trouble Is Bad)
10. Jolie veste (Nice Jacket)